# Холопы (телеспектакль)
«Холо́пы» — советский двухсерийный фильм-спектакль Малого театра 1988 года по одноимённой пьесе Петра Гнедича, написанной в 1907 году и шедшей в театре до 1926 года. В 1987 году режиссёр Борис Львов-Анохин вновь поставил её в Малом театре специально для актрисы Елены Гоголевой.

«Холопы» П. Гнедича в Малом — это реквием по старому славному русскому театру, это демонстрация того, что было и что повсеместно уходит со сцены. Вошло в привычку скептически относиться к мастерству актеров Малого театра, к их еще сохраняемой строжайшей требовательности к себе. … «Холопы» — это великолепный гимн уходящей школе русского актерского мастерства, это та конкретная победа, которая еще более подчеркивает общее поражение.— Владимир Бондаренко

## Сюжет
Лишь два раза в пьесе, в моменты крайнего волнения княжна встаёт, всё остальное время сидит, прикованная к креслу. Провести пять актов в кресле без всякой возможности движения, выражая характер лишь словом и мимикой, — труднейшая задача для актёра. А гордая и властная княжна переживает глубокую трагедию: она узнает, что последняя из её «холопок», всеми презираемая девка Глафира — незаконная дочь её.
Действие происходит в 1801 году, пять картин из хроники семьи князей Плавутиных-Плавунцовых, живущей в Петербурге при дворе императора Павла I.
Первая и третья картины — в доме княжны Плавутиной-Плавунцовой, в Петербурге; вторая — в доме сенатского чиновника Веточкина, на Фонтанке; четвёртая — в «Эрмите», близ загородной дачи княжны; пятая — на даче.
Старая княжна Плавутина-Плавунцова прикована к креслу; у неё паралич; слуги возят её по комнатам. Из слов дворецкого выясняется, что она вовсе не больна, она сама обрекла себя на неподвижность из-за нежелания подчиняться самодурным распоряжениям Павла I, требовавшего на улицах выходить из экипажа при встрече императора. В её душе живёт жестокая обида на императора, пытавшегося её унизить, а теперь вынудившего не подниматься с кресел. В таком состоянии княжна с повышенной чуткостью воспринимает обиды других.

Автор показывает холопов в раззолоченных мундирах и наследственных рабов-крепостных. Взята эпоха наиболее характерная и мрачная — последние дни царствования императора Павла I. Развивая несколько занимательных сюжетных линий, сочетая юмор и мелодраматизм, автор через частную жизнь одной семьи обличает холопство во всех его видах (хотя сатирой пьеса не является, характеры героев неоднозначны).— Русские писатели. 1800—1917. Биографический словарь / Под редакцией П. А. Николаева

## В ролях
- Елена Гоголева — княжна Плавутина-Плавунцова
- Сергей Маркушев — князь Александр Павлович, брат её
- Евгения Глушенко — Lise, его жена
- Василий Бочкарёв — князь Платон Александрович, сын князя от первого брака
- Геннадий Карнович-Валуа — Василий Иванович Лисаневич, Санкт-Петербургский обер-полицмейстер
- Эдуард Марцевич — Веточкин, сенатский чиновник
- Галина Буканова — Василиса, его жена
- Александр Коршунов — Мирошка, его сын
- Валентина Светлова — Дуня, его дочь
- Татьяна Панкова — Евсевна, мать Василисы Петровны
- Людмила Щербинина — Агничка, воспитанница княжны
- Юлия Бурыгина — Мина, камеристка
- Николай Анненков — Венедикт, мажордом
- Олег Мартьянов — Ельников, крепостной живописец и капельмейстер князя
- Афанасий Кочетков — Перейденов, бывший крепостной князей Плавутиных
- Анатолий Торопов — Автоном, солдат
- Олег Филипчик — Гришуха, его внук
- Руфина Нифонтова — Глафира, кухарка, незаконнорожденная дочь княжны
- Валерий Носач — Арсентий, обойщик
- Валентин Маклашин — старый лакей
- Наталья Швец — Матрёшка
- Любовь Аникеева — горничная
- Мария Стерникова — горничная
- Олег Куценко — лакей
- Лев Лоскутов — лакей

## Музыка
В спектакле звучат фрагменты из сюиты Сергея Прокофьева «Поручик Киже».

## О пьесе
«Холопы» — яркая картина русского исторического быта.
Пьеса «Холопы» написана Петром Гнедичем в 1907 году, задумывались автором как первая часть исторической хроники, охватывающей отрезок времени от конца царствования Павла до возвращения декабристов из ссылки. Вторая часть — пьеса «Декабрист» — была запрещена цензурой; в продолжении в центре событий снова были старая княгиня Плавутина-Плавунцова и ее племянник князь Платон, который освобождал своих крепостных крестьян, и которого за участие в Восстании декабристов ссылали в Сибирь.
Тема пьесы — холопство в раззолоченных мундирах и судьбы рабов — крестьян в эпоху царствования императора Павла I:

Отличительной чертой нашей является холопство, которое исторически всосалось нам в плоть и кровь. Хуже всего было то, что многие сознавали всю свою мерзость, все то унижение, которому подчиняли себя. Князь Александр Плавутин, которого полупомешанный Павел заставляет плясать по своей дудке, протестуя только на словах, подчиняется.
Нужно ли говорить о холопстве подчиненной ему оравы крепостных? Пьянствуя, развратничая и обворовывая господ, они в то же время раболепствуют перед ними.
Сама княжна, — центральное лицо пьесы, — по-видимому, менее холопка, чем другие. Но и княжна Екатерина — тоже холопка, если не людей, то тех предрассудков, что царят в ее круге.

В молодом поколении горит неясная ненависть к былому гнету и холопству. Князь Платон — один из заговорщиков, задумавших государственный переворот.— автор пьесы П. П. Гнедич
В отличие от второй части, «Холопы» прошли цензуру, и хотя и подверглись купюрам (вычеркнуты фразы о палочной дисциплине Павла, о французской революции и т. д.), но все же были поставлены на сцене Александринского и Малого театров. Однако, после одной из первых постановок Министр двора барон Фредерикс вызвал к себе директора театров Владимира Теляковского и приказал снять пьесу с репертуара, но Гнедич попросил подождать до следующего спектакля, когда обещал быть великий князь Владимир Александрович — князю пьеса понравилась, и после спектакля, на замечание Гнедича, что барон Фредерикс запрещает пьесу, он сказал: «Охота слушать вам этого старого идиота!».
На сцене Александрийского театра, с Марией Савиной в главной роли пьеса была впервые поставлена в 1907 году. А 7 декабря 1908 года спектакль «Холопы» был впервые сыгран в Малом театре в постановке режиссёра Николая Попова, и своим успехом был обязан прежде всего Марии Ермоловой исполнявшей главную роль, которая в декабре 1921 года перешла к Елене Лешковской.
Успех постановок был огромен, только на сцене Александрийского театра с Савиной в главной роли пьеса была поставлена около 50 раз.

Об этом спектакле я должна рассказать подробно. П. П. Гнедич прекрасно владел искусством диалога, вообще был большим мастером на компоновку пьес, на выдумку всяких интересных сплетений, оригинальных завязок, неожиданных поворотов и чрезвычайно эффектных развязок. Таким же совершенством он отличался в умении писать роли.— Надежда Тираспольская
Постановки не прерывались даже во время Гражданской войны: спектакль был возобновлен уже 23 сентября 1918 года. Придавая большое значение этому спектаклю, А. В. Луначарский выступил с речью перед представлением «Холопов» на сцене Александрийского театра, а затем так говорил о спектакле:

Я недавно был в Александрийском театре на представлении «Холопов» с двумя рабочими, сознательно революционными рабочими. Они остались в восхищении от театра, они говорили: как можно допустить, чтобы до сих пор не показывали этого рабочим! Они были, повторяю, в каком-то бешеном восторге, и не проходит дня, чтобы они не обращались ко мне с просьбой — покажите «Холопов» нашим товарищам.— первый нарком просвещения РСФСР А. В. Луначарский, из речи на открытии Школы русской драмы 19 октября 1918 года

### Постановка 1987 года
При постановке 1987 года режиссёр Борис Львов-Анохин говорил, что главное, чего он будет добиваться, это показа борьбы за утверждение человеческого достоинства против холопства во всех его проявлениях, на всех социальных уровнях: «Эта тема, этот протест актуальны всегда».
Спектакль стал триумфом Елены Гоголевой, при этом:

Спектаклю было свойственно еще одно достоинство, он отличался ансамблевостью, и в то же время казалось, что в нем участвовали только солисты. Здесь отсутствовали так называемые проходные роли, будь то впавший в немилость у императора князь Александр Павлович (С. Маркушев), его жена Лиза (Е. Глушенко), Евсеевна (Т. Панкова), Автоном (А. Топоров), Василиса (Г. Буканова), Мироша (А. Коршунов) и другие. Каждый участник спектакля утверждал если не характер, то ярко выраженную характерность, становился конкретным человеком, а все вместе они создавали атмосферу той далекой, но убедительно и ярко изображаемой жизни.
Это был спектакль Малого театра в его подлинных традициях.
— из книги Ю. А. Дмитриева «Академический Малый театр. 1941—1995»
Постановка получила массу восторженных критических отзывов, так, например, журнал «Знамя» назвал спектакль «изысканно поставленным».
Отдельно высокой оценки заслужили декорации и костюмы, созданные Андреем Сергеевым, уделившем внимание даже мелким деталям, таким как табакерка, подсвечники, лорнеты, веера, не видимым зрителям набалдашнику у старинной трости или изгибам каблучков женских туфелек, и даже рогожному кульку, в который в ту пору укладывали купленную снедь.
Критик так оценивал работу художника: «Целое зрелищное торжество, подлинными героями спектакля стали эти декорации».

Я не помню такого блестящего, шумного дебюта художника, каким оказался дебют Сергеева. Публика встречала его живописные занавесы и декорации восторженным и аплодисментами, в каждой рецензии (а их было множество) о художнике писали в превосходных степенях.— постановщик спектакля Б. Львов-Анохин, народный артист РСФСР // «Советская культура», 18 августа 1990 года
Спектакль был снят с репертуара театра в 1993 году — в связи с кончиной Елены Гоголевой.

## Критика телеспектакля
Спектакль Бориса Львова-Анохина, поставленный им в Малом театре в 1987 году стоит смотреть по многим причинам. И первой из них будет участие в постановке актрисы Елены Гоголевой. Главная роль в спектакле по забытой на долгие годы пьесе Петра Гнедича стала для Елены Николаевны Гоголевой последней на сцене родного театра. Роль, по сути, бенефисная — почти четыре часа жизни на сцене.— «Культура.РФ»

Идея восстановления традиционной эстетики Малого театра на материале забытой пьесы Петра Гнедича с Еленой Гоголевой, одной из старейших актрис театра, в главной роли обернулась полной удачей. Гоголева показывает игру прекрасной ясности и силы, театр отточенного слова и жеста, сравнимый своей классической убедительностью с «Comédie Francaise» или Королевским Шекспировским театром в Лондоне. Явление останется уникальным и единичным — кроме Гоголевой, такой театр творить больше некому.— Любовь Аркус, «Новейшая история отечественного кино: 1896—2000»